# Conus sugillatus
Conus sugillatus é uma espécie de gastrópode do gênero Conus, pertencente à família Conidae.